# Ngựa hạng nặng Litva
Ngựa hạng nặng Litva là một giống ngựa kéo được tạo ra ở Litva trong thế kỷ 19 và 20. Chúng được sử dụng chủ yếu cho công việc nặng và trang trại, cũng như sản xuất thịt và cải tiến các giống khác. Giống ngựa này hiện nay đang lâm vào tình trạng gần như tuyệt chủng.

## Lịch sử
Ngựa hạng nặng Litva đã được tạo ra vào cuối thế kỷ 19 bằng cách lai giữa những con ngựa Zhmud địa phương với các giống ngựa khác như ngựa Ardennes, ngựa Percheron, ngựa Brabant và các giống ngựa hạng nặng khác. Việc nhân giống được Hiệp hội chăn nuôi và cưỡi ngựa Litva giám sát bắt đầu từ năm 1894. Năm 1923, những giống ngựa hạng nặng khác được nhập khẩu từ Hà Lan để tái lập giống sau Thế chiến I, và vào năm 1925, 2000, và 2001 được nhập khẩu từ Thụy Điển.
Ban đầu, các cá thể ngựa hạng nặng của Litva được đưa vào sách giống ngựa với vị thế là một loài ngựa lai Ardennes. Một cuốn sách dành riêng cho giống ngựa này đã được phát hành từ năm 1951 đến 1996. Các cuốn sách về giống ngựa hạng nặng Litva hiện đang được Hiệp hội những người nuôi ngựa Litva phát hành, với các cá thể Ngựa hạng nặng Litva thuần chủng được xác định bởi màu sắc, hình dạng và dấu hiệu đặc biệt của chúng. Năm 1964, có 62.000 cá thể ngựa giống này đang sinh sống tại Litva. Gần đây, đã có sự sụt giảm đáng kể về số lượng trong quần thể giống, với số lượng ngựa giảm và điều kiện sinh sản và làm việc xấu đi. Hiện tại, giống ngựa này đã gần tuyệt chủng, với ít hơn 1000 con ngựa được cho là còn sống sót vào năm 2003.